# Ghiacciaio Channel
Il ghiacciaio Channel è un ghiacciaio lungo circa 3 km situato sull'isola Wiencke, una delle isole dell'arcipelago Palmer, al largo della costa nord-occidentale della Terra di Graham, in Antartide. In particolare, il ghiacciaio, situato nella parte nord-orientale dell'isola, a est del ghiacciaio Harbour, si estende in direzione est-ovest attraversando tutta l'isola, da picco Nipple alla dorsale Wall.

## Storia
Già avvistato durante la spedizione belga in Antartide effettuata fra il 1897 ed il 1899 al comando di Adrien de Gerlache, il ghiacciaio Channel, che già appariva con questo nome su una mappa basata su una ricognizione effettuata nel 1927 dai membri dell'RRS Discovery nel corso di una della Discovery Investigations, è stato poi fotografato durante una serie di ricognizioni aeree effettuate dal British Antarctic Survey (al tempo ancora chiamato "Falkland Islands Dependencies Survey", FIDS) e mappato più dettagliatamente nel 1944 sulla base di tali fotografie sempre da membri del FIDS.